# Velina (Castelnuovo Cilento)
Velina, già Casal Velino Scalo, è una frazione del comune italiano di Castelnuovo Cilento, in provincia di Salerno.

## Storia
Sviluppatasi nel secondo dopoguerra presso la locale stazione ferroviaria postale, a partire dagli anni ottanta Velina è divenuta un piccolo centro agricolo e commerciale (con numerose minuscole aziende di supporto all'edilizia e molti negozi), grazie anche alla Strada statale 447 che la attraversa, che costituisce l'unica via litoranea di transito per Palinuro.